# Het brandt, mijn liefje
Het brandt, mijn liefje (Tsjechisch: Hoří, má panenko) is een filmkomedie uit 1967 van de Tsjechische regisseur Miloš Forman. In 1969 werd de film genomineerd voor de Oscar voor beste buitenlandse film.

## Verhaal
De film handelt over een brandweerbal in een Boheemse provinciestad, dat steeds verder uit de hand loopt.
Op de avond van het feest besluit de brandweercommandant ineens een missverkiezing te organiseren. De comitéleden gaan in de zaal op zoek naar geschikte kandidates, maar die zijn amper voorhanden. Bovendien zijn ze het dikwijls oneens over de meisjes. Zo slaagt een vader er slechts in door omkoping met alcohol om zijn dochter te laten deelnemen in de competitie.
Tegelijk verdwijnen steeds meer voorwerpen van de tafel met tombolaprijzen. Vooral de levensmiddelen zijn zeer in trek. De plichtsbewuste brandweerman Josef tracht de orde te herstellen, maar dat lukt hem niet. Zelfs zijn vrouw doet mee aan de diefstal. Intussen maakt een jong liefdespaartje plezier onder de tombolatafel.
Dan volgt het hoogtepunt van de avond. De miss wordt verkozen en de doodzieke erecommandant krijgt een bijl ter ere van zijn 86e verjaardag. De meisjes hebben echter geen zin meer om mee te doen aan de vertoning en sluiten zich op in het toilet. In de zaal worden dan maar enkele vervangingskandidates onder dwang op het podium geplaatst.
Plotseling weerklinkt het brandalarm. Het huis van een oude man staat in brand. De brandweerlieden kunnen het vuur niet blussen, omdat de brandweerauto vastzit in de sneeuw. Ze besluiten de oude man dan maar alle tombolaloten te schenken als troost. Vrijwel alle prijzen zijn intussen echter gestolen. De brandweerlieden trekken zich daarop terug in een crisissessie om te overleggen hoe de avond nog te redden is. Als ze weer in de feestzaal treden, blijkt die intussen leeg. Alleen de oude erecommandant wacht nog steeds op zijn eerbetoon. Het feestcomité wil hem de bijl aanreiken, maar ook die blijkt gestolen.

## Rolverdeling
| Acteur              | Personage       |
| ------------------- | --------------- |
| Jan Vostrcil        | Voorzitter      |
| Josef Kolb          | Josef           |
| Jan Stöckl          | Erecommandant   |
| Stanislav Holubec   | Karel           |
| Josef Kutálek       | Ludva           |
| František Svet      | Oude man        |
| Antonín Blažejovský | Standa          |
| Milada Ježková      | Vrouw van Josef |